# Miguel Vieira
Luís Miguel Vieira Silva, meglio noto come Miguel Vieira (Amarante, 8 ottobre 1990), è un ex calciatore portoghese, di ruolo difensore.